# Ali Mohammadi
Ali Mohammadi (* 7. Februar 1984 in Karadsch) ist ein iranischer Ringer. Er war Teilnehmer bei den Olympischen Sommerspielen 2008 in Peking.
Er ist zweifacher Goldmedaillengewinner bei den Weltpokalen der Jahre 2007 (Antalya) und 2008 (Szombathely) in der Gewichtsklasse 66 kg in der Stilart Griechisch-römisch. In dieser Disziplin gewann er auch die Bronzemedaille bei der Asienmeisterschaft des Jahres 2007, die in Taschkent stattfand.
Bei den Olympischen Sommerspielen 2008 in Peking unterlag er im Achtelfinale gegen Michail Sjamjonau (Belarus) mit 1:2 und schied somit frühzeitig aus dem Turnier aus.